# Padang Kasah
Padang Kasah is een bestuurslaag in het regentschap Aceh Timur van de provincie Atjeh, Indonesië. Padang Kasah telt 238 inwoners (volkstelling 2010).